# Lucy Glover
Lucy Frances Glover (Warrington, 25 de noviembre de 1998) es una deportista británica que compite en remo.
Ganó una medalla de bronce en el Campeonato Mundial de Remo de 2022 y tres medallas en el Campeonato Europeo de Remo entre los años 2021 y 2023.
Participó en los Juegos Olímpicos de Tokio 2020, ocupando el séptimo lugar en la prueba de cuatro scull.

## Palmarés internacional
| Campeonato Mundial | Campeonato Mundial       | Campeonato Mundial | Campeonato Mundial |
| Año                | Lugar                    | Medalla            | Prueba             |
| ------------------ | ------------------------ | ------------------ | ------------------ |
| 2022               | Račice (República Checa) | Medalla de bronce  | Cuatro scull       |
| Campeonato Europeo |                          |                    |                    |
| Año                | Lugar                    | Medalla            | Prueba             |
| 2021               | Varese (Italia)          | Medalla de plata   | Cuatro scull       |
| 2022               | Múnich (Alemania)        | Medalla de oro     | Cuatro scull       |
| 2023               | Bled (Eslovenia)         | Medalla de bronce  | Cuatro scull       |